# زاكري كوينتو
زاكري كوينتو (بالإنجليزية: Zachary John Quinto)‏ ممثل أمريكي من مواليد 2 يونيو 1977 في مدينة بيتسبرغ بولاية بنسيلفانيا، شارك في عدة مسلسلات من أبرزها مسلسل 24 ومسلسل الأبطال.

## الأعمال

### أفلام
- ستار تريك
- ستار تريك إلى الظلام
- أنا مايكل
- العميل 47

### مسلسلات
- هانيبال
- هيروز
- عبر جوردان
- 24
- المسحورات
- ستة أقدام تحت الأرض
- سي اس آي: التحقيق في موقع الجريمة

## وصلات خارجية
- زاكري كوينتو على موقع IMDb (الإنجليزية)
- زاكري كوينتو على موقع روتن توميتوز (الإنجليزية)
- زاكري كوينتو على موقع قاعدة بيانات الأفلام العربية
- زاكري كوينتو على موقع ألو سيني (الفرنسية)
- زاكري كوينتو على موقع ميوزك برينز (الإنجليزية)
- زاكري كوينتو على موقع تيرنر كلاسيك موفيز (الإنجليزية)
- زاكري كوينتو على موقع أول موفي (الإنجليزية)
- زاكري كوينتو على موقع قاعدة بيانات برودواي على الإنترنت (الإنجليزية)
- زاكري كوينتو على موقع قاعدة بيانات الأفلام السويدية (السويدية)
- زاكري كوينتو على موقع إن إن دي بي (الإنجليزية)